# 圣尼古拉代布瓦
圣尼古拉德布瓦（法語：Saint-Nicolas-des-Bois，法語發音：[sɛ̃ nikɔla de bwa] ⓘ）是法国奥恩省的一个市镇，属于阿朗松区。

## 地理
圣尼古拉德布瓦（48°29'39"N, 0°0'59"E）面积25.26 平方千米，位于法国诺曼底大区奧恩省，该省份为法国西北部内陆省份，北起顺时针与卡爾瓦多斯省、厄尔省、厄尔-卢瓦省、萨尔特省、马耶讷省和芒什省接壤。
与圣尼古拉德布瓦接壤的市镇（或旧市镇、城区）包括：科隆比耶、屈赛、埃库沃、洛雷代库沃。
圣尼古拉德布瓦的时区为UTC+01:00、UTC+02:00（夏令时）。

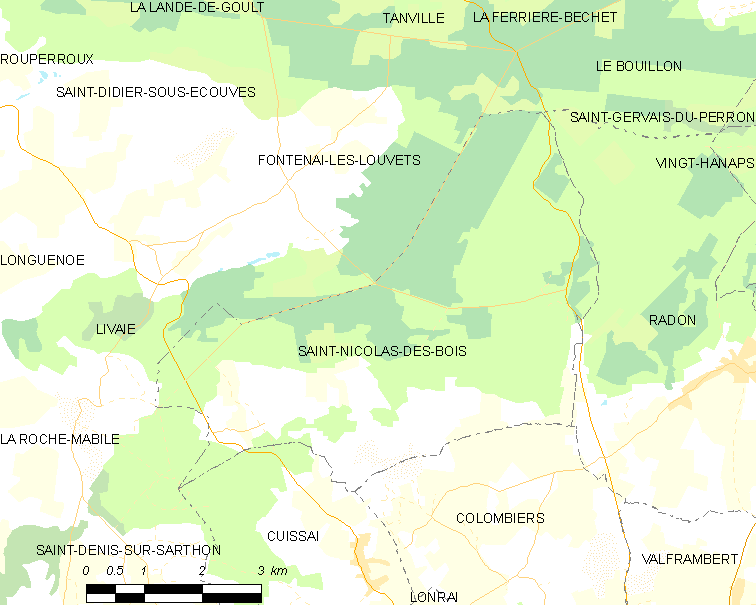
圣尼古拉德布瓦的OSM定位图

## 行政
圣尼古拉德布瓦的邮政编码为61250，INSEE市镇编码为61433。

## 政治
圣尼古拉德布瓦所属的省级选区为达米尼县。

## 人口

1962-2008年间圣尼古拉德布瓦人口变化图示

圣尼古拉德布瓦于2022年1月1日时的人口数量为284人。